# Сергій (Ляпідевський)
Се́ргій Ляпіде́вський (в миру Микола Ляпідевський або Ляпідевський-Каркадіновський; 21 травня 1820, Тула - 23 лютого 1898, Санкт-Петербург) — архієпископ Херсонський і Одеський Відомства православного сповідання Російської імперії.
Духовний письменник. Магістр богослів'я. Почесний член Імператорського православного палестинського товариства .

## Біографія
Народився в сім'ї протоієрея Якова Каркадіновського . Закінчив Тульську духовну семінарію (1840) і Московську духовну академію (1844). Перед закінченням курсу 24 червня 1844 року пострижений в чернецтво 20 липня висвячений на ієродиякона, а 6 серпня того ж року висвячений на ієромонаха.
Був призначений бакалавром Московської духовної академії на кафедру морального і пастирського богослів'я. За дисертацію «Про поминання покійних» 25 жовтня 1845 року затверджений у ступені магістра богослів'я. З вересня 1847-го - помічник бібліотекаря академії, з 23 квітня 1848 року - інспектор студентів академії.
З квітня 1849 року - соборний ієромонах московського Донського монастиря; 15 січня 1850 возведений у сан архімандрита.
З 20 березня 1851 року - екстраординарний професор з православного і пастирського богослів'я; 4 жовтня 1857 року був призначений на посаду ректора Московської духовної академії.
З 18 квітня 1858 року - настоятель Високо-Петрівського монастиря, а з 8 серпня 1859 року - Заіконоспаського монастиря.
Був хіротонізований на єпископа Курського і Білгородського 1 січня 1861 року.
З 11 січня 1880 року - архієпископ Казанський і Свіязький. Тільки в середині лютого він прибув в Казань, а вже 2 травня відбув у Санкт-Петербург, для присутності в Синоді.
З 21 серпня 1882 року - архієпископ Кишинівський і Хотинський.
З 1883 року - почесний член Казанської духовної академії. З 1884 року - почесний член Московської духовної академії. 9 квітня 1889 нагороджений діамантовим хрестом для носіння на клобуці.
З 12 січня 1891 року - архієпископ Херсонський і Одеський. 14 травня 1896 нагороджений діамантовим хрестом для носіння на митрі.
З 15 травня 1893 року - член Священного Синоду.
З 9 серпня 1893 року - митрополит Московський і Коломенський і священно-архімандрит Свято-Троїцької Лаври.
Помер 11 лютого 1898 року в Санкт-Петербурзі. Відспіваний у Чудовому монастирі 14 лютого. Похований у склепі Успенського собору Троїцько-Сергієвої лаври .

## Твори
- О поминовении усопших, по учению святой православно-кафолической восточной церкви. — М.: Тип. А. Семена, 1844. — 78 с.
- «О побуждениях к исполнению нравственного закона». «Прибавления к Творениям святых Отцов» 1851, ч. X.
- «О клятве» «Прибавления к Творениям святых Отцов» 1853, ч. XIV.
- «О любви к Богу, испытуемой скорбями». «Прибавления к Творениям святых Отцов» 1856, ч. XV.
- «О произвольных обетах». «Прибавления к Творениям святых Отцов» 1856, ч. XVII.
- «О таинстве Елеосвящения».
- «О терпении и молитве».
- Об исхождении святого духа (ответ князю-писателю). — М.: Тип. Готье, 1859. — 105 с.
- «Ответ на письма князя-писателя относительно учения латинского о папе». «Прибавления к Творениям святых Отцов» 1859, ч. XVIII.
- «Брак и безбрачие лиц духовных» «Прибавления к Творениям святых Отцов» 1860, ч. XIX.
- Речь при наречении его во епископа. 1860.
- «Слова и речи епископа Курского». Москва.
- Слова и речи Сергия, архиепископа Херсонского и Одесского. Т. 1-2. — Одесса: Одес. Свято-Андреев. братство. (Т. 1. — 395 с., Т. 2. — 398 с.)
- «Проповеди». (Душепоп. Чтение). ??
- «Лекции по Пастырскому богословию» «Богосл. Вестник».
- «Речь, произнесенная 5 сент. 1893 года при вступлении на Московскую паству» "Прибавление к «ЦВ» 1893, № 37, с. 1335.
- «Послания». (Меры, выработанные собором архипастырей Юго- Западного края по борьбе со штундой). Мемуары, ч. I, с. 11-12.
- «О приготовлении к пастырскому служению». «Богослов. Вестник» 1902, сент., с. 1.
- «О призвании к пастырскому служению». «Богослов. Вестник» 1901, июль- авг., с. 518.
- «Достоинства священства» «Богослов. Вестник» 1900, сент., с. 45.
- «О трудностях пастырского служения».
- «Богослов. Вестник» 1900, окт., с. 221.
- «Слово в день Благовещения Пресвятыя Богородицы» «Прав. Собес.» 1880, май, с.3-5.
- «Слово в неделю Крестопоклонную». «Прав. Собес.» 1881, март, с. 243—246.
- «Слово в неделю Ваий». «Прав. Собес.» 1881, март, с. 247—249.
- «Слово в Великий Пяток» «Прав. Собес.» 1881, апр., с. 479—481.
- «Слово в неделю 7-ю по Пасхе и в день св. Марии Магдалины». «Прав. Собес.» 1881, май, с.72-76.
- «Письмо к профессору Субботину Н. И.». «Богослов. Вестник» 1914, окт., нояб., с. 473.

## Переклади
- «Творения Ефрема Сирина».
- «Творения Иоанна Лествичника».
- «Творения блаженного Феодорита» и другие.